# Осененко, Надежда Михайловна
Осененко Надежда Михайловна (бел. Асяненка Надзея Міхайлаўна; 1918, д. Липники Поставский район Витебская область — 27 марта 1944, д. Гули Мядельский район Минская область) — руководитель подпольной организации в д. Липники Поставского района, член ВЛКСМ, разведчица отряда имени С. Г. Лазо партизанской бригады имени К. Е. Ворошилова.

## Биография
Надежда Михайловна Осененко (Осиненко) родилась в 1918 году в д. Липники Поставского района Витебской области.
Вела активную подпольную работу против властей Польши в Западной Беларуси.
В 1939 после воссоединения Западной Беларуси с БССР принимала участие в колхозном строительстве, вступила в комсомол. По её инициативе в деревне была открыта изба-читальня, создана комсомольская агитбригада. Работала телефонисткой в г. Поставы.
С первых дней оккупации, включилась в борьбу против врага. В июле 1941 года возглавила подпольную комсомольскую организацию из семи человек в д. Липово, которая позднее возросла до 12 человек. На улице Заречной в г. Поставы в подвале одного из домов был установлен радиоприёмник. Сводки Совинформбюро распространялись среди населения города и ближайших деревень. Возле деревень Загачье и Юньки подпольщиками были сожжены мосты, повреждена телефонная связь. По заданию Ф. Маркова, вместе с Тамарой Ильиничной, Надежда Осененко посетила работницу офицерской столовой Галину Буковскую и получили важные сведения. Надежда Осененко спрятала записку в косу. Тамара Ильинична отправилась к Клавдии Пукшта, чтобы передать партизанские листовки. На улице Заречной полицейский Шелковский схватил Надежду и доставил в комендатуру. Обыск не принес результатов и он вынужден был ее отпустить.
В начале 1943 г. четырнадцать подпольщиков во главе с Надеждой Осененко отправились в лес к партизанам. Надежда стала разведчицей отряда им. С. Г. Лазо бригады им. К. Е. Ворошилова. Проникнув во вражеский гарнизон г. Поставы, провела большую работу по агитации в войсках врага, в результате чего на сторону партизан перешло более 100 солдат и офицеров. Познакомилась в городе с тремя гитлеровскими офицерами, которых завлекла за город и передала партизанам.  В районе д. Большие Ситцы она навела на партизанскую засаду двух немецких лётчиков и приняла участие в их разоружении и доставке в штаб бригады. В гарнизоне г. Поставы установила связь с офицерами из батальона власовцев, которым передала мину. Позднее миной был взорван легковой автомобиль возле немецкого штаба. Погибли два немецких офицера и шофер. Надежда Осененко организовала взрыв городской электростанции.
27 марта 1944 группа разведчиков (Бородич, Клебан, Лукашевич и Осененко) отправились в район Парафьяново с целью выяснить время прибытия из Парафьяново в Мядель отряда карателей. Возле д. Бояры Слободского сельсовета Мядельского района разведчики попали в засаду. Викентий Демьянович Лукашевич был убит и упал с лошади. Матвей Герасимович Клебан был тяжело ранен и чтобы не попасть в плен, подорвался на гранате.  После гибели двоих товарищей, Н.М. Осененко доставила к ближайшему хутору третьего раненого Бородича.  Приказав хозяину отвезти раненого к партизанам в расположенную рядом д. Гули, сама огнём задержала гитлеровцев. При попытке заскочить на лошадь была ранена в ногу и упала. Она укрылась за углом строения и продолжала вести огонь. Затем еще одна пуля попала в нее и она потеряла сознание. После издевательств, фашисты добили раненую партизанку.

## Награды и звания
Посмертно награждена медалью «Партизану Отечественной войны» II степени.

## Память
После войны перезахоронена в братской могиле в г. Мядель.
Именем Н. М. Осиненко названа улица в д. Слобода Мядельского района.
В 1969 году в д. Гули Слободского сельсовета воздвигнут обелиск. В д. Липники установлена мемориальная доска в память Надежды Осененко.
В 2021 году имя Н. М. Осененко присвоено средней школе № 2 в г. Поставы. Одна из экспозиций в школьном музее посвящена Н. М. Осененко.